# 考氏擬白魚
考氏擬白魚（学名：Alburnoides coadi ）為輻鰭魚綱鯉形目雅羅魚科擬白魚屬的其中一種，分布於亞洲伊朗Namroud及Hableroud河流域，體長可達10.8公分，棲息在沙石底質、植物生長的溪流底中層水域，生活習性不明。

## 扩展阅读
維基物種上的相關：考氏擬白魚